# Ricardo II de Millau
Ricardo II de Millau (, 1000 - [, [1051]]) foi Visconde de Millau e de Rodez.

## Relações familiares
Foi filho de Ricardo de Millau (Millau - 15 de fevereiro de 1121) visconde de Millau e de Irmengarda de Gevaudan (975 -?) filha de Estêvão II de Gevaudun, conde de Gevaudun e de Adelaide Branca de Anjou. Casou com Rixende de Narbona filha de Berengário I de Narbona e de Garsenda de Besalú, de quem teve:
1. Berengário II de Millau (1030 - 1080)[2] casou com Inês de Carlat.